# سید عزت‌الله عراقی
.

## زندگی
عزت‌الله عراقی در سال ۱۳۱۹ (ش) در شهر کرمان به دنیا آمد. تحصیلات دوره ابتدایی و متوسطه را در همین شهر به پایان رساند. در کنار تحصیلات مدرسه‌ای، به فراگیری صرف و نحو عربی، منطق و مقدمات فلسفه در محضر اساتید همچون محمد جواد آموزگار، سعید العراقین (پدرشان) وآقا شیخ حسین فقیه، پرداخت.
در سال ۱۳۴۰ (ش) وارد دانشکده حقوق و علوم سیاسی و اقتصادی دانشگاه تهران شد و و از محضر چون مرحوم دکتر سید حسن امامی کسب فیض نمود. در سال ۱۳۴۴ (ش) لیسانس حقوق را با احراز رتبه اول دریافت کرد. به همین دلیل با استفاده از بورس تحصیلی دولت، به فرانسه رفت و پس از ۵ سال، با ارائه پایان‌نامه حقوق کار و تأمین اجتماعی موفق به دریافت دکترای حقوق خصوصی شد.
عزت‌الله عراقی پس از بازگشت به ایران، در سال ۱۳۴۹ (ش) به هیئت علمی دانشکده حقوق دانشگاه تهران پیوست و عضو تمام وقت گروه حقوق خصوصی و اسلامی شد. در سالهای ۱۳۵۰ و ۱۳۵۲ (ش) معاونت آموزشی و پژوهشی دانشکده حقوق را بر عهده داشت. در سال ۱۳۵۷ (ش) از سوی استادان و نمایندگان دانشجویان و کارکنان دانشکده حقوق دانشگاه تهران به عنوان نخستین رئیس دانشکده حقوق دانشگاه تهران پس از پیروزی انقلاب اسلامی برگزیده شد و تا سال ۱۳۵۸ (ش) در این سمت باقی ماند. سپس ریاست مدرسه حقوقی تطبیقی را تا سال ۱۳۶۱ (ش) بر عهده گرفت.
عراقی از جمله نویسندگان پیش‌نویس قانون کار پس از انقلاب اسلامی است و آثار در زمینه حقوق کار نوشته‌است و به دلیل همین فعالیت‌ها، از وی به عنوان پدر حقوق کار ایران نامبرده می‌شود و آیین نکوداشت استاد عراقی به پاس پنجاه سال خدمات این استاد بزرگ با همکاری خانه اندیشمندان علوم انسانی در عصرگاه روز دوشنبه ۲۲ آذر ۱۳۹۵ با نام ” در ستایش داد، مهر و فرزانگی” برگزار شد.
عراقی دارای آثار علمی فاخر و ارزنده ای در حوزه حقوق کار می‌باشند و کتاب «حقوق بین‌المللی کار» وی، در دوره هفتم کتاب سال جمهوری اسلامی ایران از طرف وزارت فرهنگ و ارشاد اسلامی به عنوان کتاب سال برگزیده شد. کتاب‌های او هنوز هم اصلی‌ترین منبع فارسی‌زبان در درس حقوق کار است.

## آثار تألیفی و تحقیقی
۱- حقوق کار (دو جلدی)
۲- حقوق بین‌المللی کار (کتاب سال ۱۳۶۷ جمهوری اسلامی ایران)
این کتاب در دوره هفتم کتاب سال جمهوری اسلامی ایران، از طرف وزرات فرهنگ و ارشاد اسلامی معرفی و برگزیده شده‌است که موضوع آن برای نخستین بار در ایران مورد بررسی و تحقیق قرار گرفته، در چهاربخش سامان یافته‌است. مؤلف ابتدا چگونگی پیدایش سازمان بین‌المللی کار و نقش آن را در ایجاد حقوق بین‌المللی کار بررسی نموده، آن گاه مبانی و هدفهای حقوق بین‌المللی کار و نیز موضوع این حقوق، یعنی قواعد و معیارهای بین‌المللی کار را تجزیه و تحلیل می‌کند و در آخر، کیفیت اجرای این قواعد و نظارتی را که بر اعمال آنها صورت می‌گیرد، مورد مطالعه قرار داده‌است.
۳- نظامهای بزرگ حقوقی معاصر (ترجمه با همکاری دو تن از استادان دیگر دانشکده حقوق دانشگاه تهران)
۴- ترجمه نیمی از مقاوله نامه‌های بین‌المللی حقوق کار (با همکاری پژوهشگران مؤسسه کار و تأمین اجتماعی)
۵- نشر چند مجله در زمینه‌های مختلف حقوقی به زبان ساده در مجموعه آیا می‌دانید (۶۲–۱۳۶۱ ش).

## درگذشت
سید عزت‌الله عراقی که بازنشسته دانشکده حقوق و علوم سیاسی دانشگاه تهران بود، در سن ۷۷ سالگی و پس از یک دوره طولانی بیماری، در ۲۰ آبان ۱۳۹۶ درگذشت.